# Xandro Meurisse
Xandro Meurisse (Courtrai, 31 gennaio 1992) è un ciclista su strada belga che corre per il team Alpecin-Deceuninck. È attivo a livello Elite UCI dal 2015.

## Palmarès

### Strada
- 2013 (Lotto Belisol U23)

4ª tappa Okolo Jižních Čech (Písek > Jindřichův Hradec)
- 2014 (Lotto Belisol U23)

3ª tappa Triptyque Ardennais (Trooz > Trooz)
- 2016 (Crelan-Vastgoedservice, una vittoria)

5ª tappa Quatre Jours de Dunkerque (Audruicq > Cassel)
- 2018 (Wanty-Groupe Gobert, una vittoria)

Druivenkoers - Overijse
- 2020 (Circus-Wanty Gobert, due vittorie)

1ª tappa Vuelta a Murcia (Los Alcázares > Caravaca de la Cruz)
Classifica generale Vuelta a Murcia
- 2021 (Alpecin-Fenix, una vittoria)

Giro del Veneto

#### Altri successi
- 2015 (An Post)

Classifica scalatori Circuit des Ardennes
- 2016 (Crelan-Vastgoedservice)

Wortegem-Petegem
Classifica fiamminghi Tre Giorni delle Fiandre Occidentali
Overijse
Classifica scalatori Tour of Britain
- 2017 (Wanty)

Classifica giovani Tour de Luxembourg
Muur Classic Geraardsbergen
- 2020 (Circus-Wanty Gobert)

Classifica a punti Vuelta a Murcia
- 2021 (Alpecin-Fenix)

Muur Classic Geraardsbergen

### Ciclocross
- 2009-2010

Hotondcross/GP Mario De Clercq (Ronse), Juniores
Ciclocross Lotenhulle, Juniores
Ciclocross Langemark, Juniores
Kasteelcross, (Zonnebeke), Juniores
Ciclocross Anvaing, Juniores

## Piazzamenti

### Grandi Giri
- Tour de France

2019: 21º
2021: 29º
2025: 22º
- Vuelta a España

2022: 38º
2024: 55°

### Classiche monumento
- Milano-Sanremo

2020: 33º
2024: 105º
2025: 140º
- Giro delle Fiandre

2019: 77º
2020: 15º
2022: ritirato
2023: 54º
2024: ritirato
2025: ritirato
- Liegi-Bastogne-Liegi

2017: ritirato
2018: 38º
2019: ritirato
2021: 117º
2022: 18º
2025: 71º
- Giro di Lombardia

2021: ritirato
2022: 43º
2024: 10º

### Competizioni mondiali
- Campionati del mondo su strada

Innsbruck 2018 - In linea Elite: 42º
- Campionati del mondo gravel

Leuven 2024 - Elite: 11º

### Competizioni europee
- Campionati europei su strada

Nyon 2014 - In linea Under-23: 18º
Glasgow 2018 - In linea Elite: 6º
Plouay 2020 - In linea Elite: ritirato
- Campionati europei di ciclocross

Hoogstraten 2009 - Under-23: 21º